# إنغريد يونكر
إنغريد يونكر (بالأفريقانية: Ingrid Jonker) (19 سبتمبر 1933، كيمبرلي في جنوب أفريقيا - 19 يوليو 1965 في جنوب أفريقيا)؛ كاتِبة ومؤلِّفة وشاعرة جنوب أفريقية.

## روابط خارجية
- إنغريد يونكر على موقع ميوزك برينز (الإنجليزية)